# فأر الخيل المخطط
الظَريل أو فأر الخيل المخطط أو ابن عرس المنتن المخطط (بالإنجليزية: Striped polecat أو Zoril أو Zorille)‏ (الاسم العلمي: Ictonyx striatus)، نوع من الثدييات ينتمي إلى فصيلة ابن عرس. يعيش غالبًا في المناخات الجافة والقاحلة، مثل السافانا والأراضي المفتوحة لأفريقيا الوسطى والجنوبية وإفريقيا جنوب الصحراء الكبرى، باستثناء حوض الكونغو والمناطق الساحلية في غرب إفريقيا.